# Операција Драгун
Операција Драгун (у почетку Операција Наковањ) био је кодни назив за десант савезничких снага на Провансу, јужна Француска, датума 15. августа 1944. Операција је у почетку била планирана да се изведе заједно са операцијом Оверлорд, али недостатак расположивих ресурса довео је до отказивања ове операције.
Јула 1944, десант је поново био размотрен, јер луке у Нормандији нису имале довољно капацитета за снабдевање савезничких снага. Истовремено, Француска висока команда залагала се за извршавање операције, која би укључивала велики број француских трупа. Као резултат тога, операција је коначно одобрена у јулу, а извршена у августу.
Циљ инвазије било је осигурање виталних лука на француској обали Средоземља као и повећање притиска на немачке снаге отварањем другог фронта. Након неколико прелиминарних командних операција, амерички 6. корпус искрцао се на Азурну обалу. Њима се супротставила немачка армијска група „Г”, која је била поприлично ослабљена.
Ометане савезничком ваздушним снагама и великим бројем француских устаника, немачке снаге су биле брзо поражене. Немци су се повукли на север кроз долину Роне, како би успоставили колико-толику стабилну одбрамбену линију у Дијону. Савезничке мобилне јединице биле су у прилици да претекну Немце и делимично блокирају њихову руту ка граду Монтелимар. Из тога је уследила битка која је довела је до застоја. Ниједна страна није могла да дође до одлучног пробоја, све док Немци коначно нису успели да се повуку и напусте град. Док су се Немци повлачили, Французи су успели да заузму важне луке Марсељ и Тулон.
Немци нису успели да задрже Дијон и наредили су потпуно повлачење из јужне Француске. Армијска група „Г” се повукла даље према северу, потерана од савезничких снага. Борбе су се на крају зауставиле на планинама Вогези, где је група „Г” успела да успостави стабилну линију одбране. Након састанка са савезничким јединицама које су биле на челу Операције Оверлорд, савезничким снагама је била потребна реорганизација. Суочене са снажним немачким отпором, офанзива је заустављена 14. септембра.
Операција Драгун генерално је сматрана успешном. Савезницима је омогућено да ослободе већи део јужне Француске за само четири недеље, тиме наносећи велике жртве немачким снагама. Велики број француских лука биле су пуштене у рад, што је омогућило савезницима да реше проблеме у виду снабдевања.